# Bomnak
Bomnak (ryska Бомнак) är en ort i länet Amur oblast i Ryssland. Den är huvudort för landsbygdsdistriktet Bomnakskij selsovet, som hade 440 invånare 2015.